# Clémence Mullebrouck
Clémence Mullebrouck, née le 15 mars 1900 à Roubaix et morte le 13 août 1984 à Croix, est une athlète française.

## Biographie
Clémence Mullebrouck est la fille de Gustave Mullebrouck, mécanicien, et d'Eudoxie Fruy.
Lors des Championnats de France d'athlétisme 1924, elle remporte le titre national sur le 1 000 mètres.
En 1925, elle prend la seconde place des Championnats de France de cross-country. Elle est la même année deuxième sur le 1 000 mètres aux Championnats de France.
Elle épouse à Tourcoing, en 1929, Émile Léon Bataille, mécanicien.